# Beasts of the Southern Wild
Beasts of the Southern Wild (en español: Bestias del sur salvaje, Una niña maravillosa o La niña del sur salvaje) es una película dramática y fantástica dirigida por Benh Zeitlin, basada en la obra de un solo acto de Lucy Alibar Juicy and Delicious, con guion escrito por Zeitlin y Lucy Alibar. Después de ser proyectada en varios festivales de cine, fue estrenada el 27 de junio de 2012 en Nueva York y Los Ángeles. Fue nominada en la 85 entrega de los Premios Óscar de 2012 en 4 categorías diferentes: Mejor Película, Mejor Director por Benh Zeitlin, mejor actriz por Quvenzhané Wallis y mejor guion adaptado por Benh Zeitlin y Lucy albilar.

## Trama
Hushpuppy, una intrépida niña de seis años, vive con su padre, Wink, en la Bañera (Bathtub), una comunidad bayou ficticia en una isla rodeada por agua creciente. Wink le enseña a sobrevivir por sí misma, preparándola para cuando llegue el día en que él no pueda protegerla. La fuerza de Hushpuppy es puesta a prueba cuando Wink contrae una enfermedad misteriosa y una tormenta inunda la comunidad con la ayuda de un dique cercano. En la rica imaginación de Hushpuppy, estos eventos están conectados al deshielo de los icebergs, que liberan a bestias arcaicas llamadas uros (Aurochs en inglés), los cuales en la película tienen forma de jabalíes gigantes con cuernos de toro. A pesar de los intentos por rescatar la comunidad de parte del gobierno, Hushpuppy, Wink y otros residentes vuelven al Bathtub. Con la llegada de los uros y el empeoramiento de la salud de su padre, Hushpuppy busca a su madre perdida.

## Elenco
- Quvenzhané Wallis (Hushpuppy)
- Dwight Henry (Wink)
- Levy Easterly (Jean Battiste)
- Gina Montana (Miss Bathsheba)
- Lowell Landes (Walrus)
- Jonshel Alexander(Joy Strong)
- Marilyn Barbarin  (Cantante del cabaret)
- Kaliana Brower (T-Lou)
- Nicholas Clark  (Sticks)
- Henry D. Coleman (Peter T)
- Philip Lawrence (Dr. Maloney)

## Escenario y lugar de rodaje
La isla imaginaria de la película, Isle de Charles Doucet, conocida por sus residentes como Bathtub, fue inspirada por algunas comunidades de pesca independientes amenazadas por la erosión, huracanes y la subida de los niveles de agua en la parroquia de Terrebonne en Luisiana, en particular la Isle de Jean Charles. La película fue filmada en el pueblo de la parroquia de Terrebonne en Montegut.